# Bonte kiekendief
De bonte kiekendief (Circus melanoleucos) is een vogel uit de familie van havikachtigen (Accipitridae).

## Verspreiding en leefgebied
Deze soort broedt in zuidoostelijk Siberië, Korea en noordoostelijk China. Buiten de broedtijd trekt deze kiekendief naar het zuiden, van India tot de Filipijnen. 

## Status
De grootte van de populatie wordt geschat op enkele tienduizenden vogels. Op de Rode lijst van de IUCN heeft deze soort de status niet bedreigd.